# Namentenga
Namentenga ist eine Provinz in der Region Centre-Nord im westafrikanischen Staat Burkina Faso mit 399.806 Einwohnern (2013) auf 6466 km².

## Departments
Die Provinz wird unterteilt in die folgenden 8 Departments:
- Boala
- Boulsa
- Bouroum
- Tougouri
- Yalgo
- Dargo
- Zéguédéguin
- Nagbingou